# هيوسيامين
الهيوسيامين هو مركب كيميائي وناتج طبيعي سام يوجد في بعض أنواع النباتات. يصنَّف هذا المركب ضمن مركبات أشباه القلويات التروبانية.

## الوفرة
يوجد الهيوسيامين في عدد من نباتات العائلة الباذنجانية مثل البنج الأسود واليبروح الطبي ونبات الكولونيا والداتورا الصفراوية وغيرها.

## الاستخدامات
يستخدم الهيوسيامين مناهضاً للمسكارين؛ كما يمكن ان يكون مناهضاً للسيروتونين.

## الكيمياء
يعد الهيوسيامين مصاوغاً مرآتياً يساري التدوير للأتروبين.
يحضر الهيوسيامين وفق نفس المسار الذي يتم فيه اصطناع الهيوسين (السكوبولامين)، حيث يعد سلفاً) له في الاصطناع الحيوي.